# Bătălia de la Halhin Gol
Bătălia de la Halhân Gol (în mongolă Халхын голын байлдаан; în rusă Бои на Халхин-Голе; In japoneză ノモンハン事件 Nomon-Han Jiken;) a fost o luptă decisivă în războiul nedeclarat sovieto-japonez de frontieră, în care în anul 1939 lângă râul Halha s-au dus lupte între Uniunea Sovietică, Mongolia și Imperiul japonez.
Acest război nedeclarat s-a derulat în trei perioade bine definite:
- în prima perioadă s-au confruntat forțe limitate de-o parte și de alta, care s-a terminat cu înfrângerea japonezilor
- a doua perioadă este cea a ofensivei japoneze în iulie care s-a terminat printr-un eșec
- cea de a treia perioadă a fost cea a ofensivei sovietice din august care a dat o lovitură dură, decisivă armatei din Kuantung.

Rezultatul nefavorabil al luptei a avut influență determinantă asupra strategiei de mai târziu a japonezilor, dezavuând partizanii unui atac spre nord și determinând Cartierul General Imperial să-și îndrepte atenția extinderii imperiului spre Pacific și Asia de sud-est.
Acest conflict militar este de asemenea și prima mare victorie a lui Gheorghi Jukov, pe care sarcina în Orientul îndepărtat l-a salvat de Marea Epurare a lui Stalin.
Cu toate că nu a fost nicio declarație de război, la sfârșitul conflictului părțile au semnat un tratat de pace.

## Context
Începând cu mijlocul anilor 1930 Imperiul japonez a început să se extindă agresiv în zona Pacificului, în Asia de est și Asia de sud-est. După ce a reușit să îngenuncheze rapid o însemnată parte a Chinei, prin ocuparea Manciuriei în detrimentul Chinei, atenția japonezilor s-a îndreptat tot mai mult spre Mongolia și a Orientului îndepărtat sovietic. Guvernul mongol simțind pericolul japonez, a început dezvoltarea armatei mongole, neglijată la acea vreme. Ca măsuri adoptate, s-a implementat serviciul militar obligatoriu și impozitul pentru armată.
Odată cu înaintarea armatei japoneze și situația politică internă a devenit critică, s-a ascuțit opoziția dintre biserică și Partidul Revoluționar Mongol. 

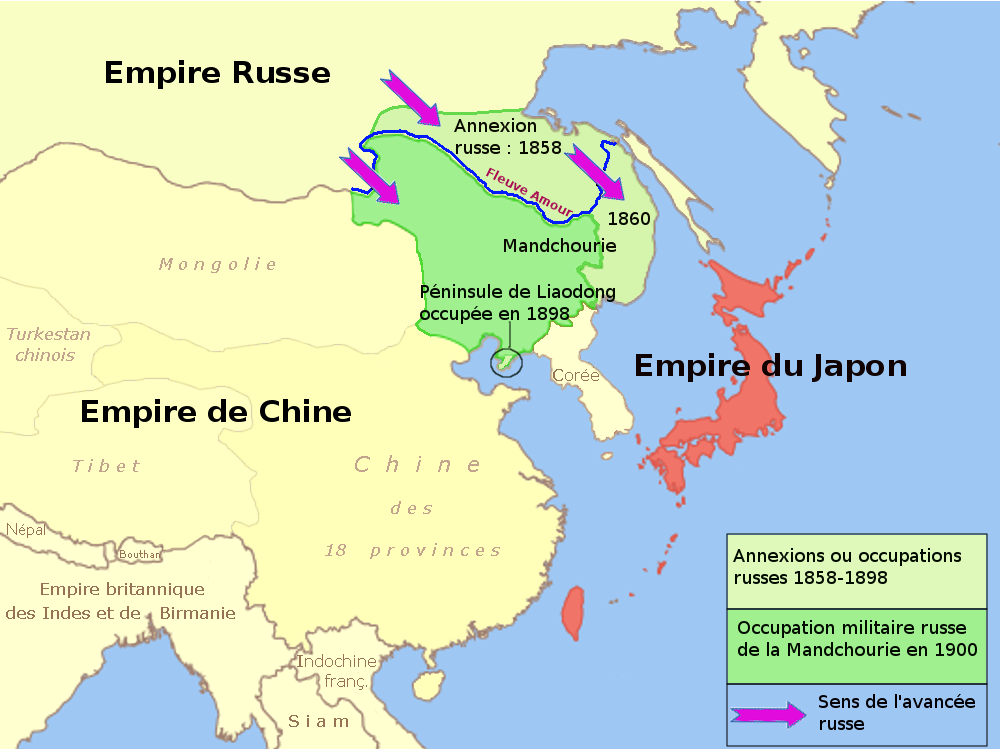
Preluarea controlului rus al Manciuriei între anii 1858-1900, a dus la războiul ruso-japonez dintre anii 1904-1905.

Între timp, japonezii au ocupat toată Mongolia Interioară (care se află în partea din nord a Chinei fiind o regiune autonomă a Chinei). Mongolia își moderniza rapid armata, alocând în 1938 52,5% din buget.
În Mongolia Interioară proaspăt ocupată, noua administrație japoneză sprijinea cultul lui Ginghis Han, sperând astfel să obțină loialitatea localnicilor, au construit baze militare, rețea telefonică, drumuri și căi ferate, care aveau menirea să ajute la concentrarea trupelor în partea de est a Mongoliei și de sud-est a Uniunii Sovietice.
În 1 martie 1936 Stalin, în interviul dat reporterului american R. Howard a declarat că în cazul unui atac va sprijini Mongolia. 
După aceasta Mongolia și URSS în 1936 au încheiat un tratat de prietenie și asistență mutuală, după ce nu au reușit să rezolve pe cale amiabilă diferendele cu autoritățile japoneze și din Manciuria de lângă graniță.
Conform tratatului de asistență mutuală la cererea Guvernului Mongol în 1937 au sosit trupe sovietice în Mongolia.
De cealaltă parte, încurajați de victoria lor în Războiul ruso-japonez (1904-1905) și de intervenția în Siberia din timpul Războiului Civil Rus.
O parte a armatei japoneze căuta să cucerească Siberia ca prelungire a acțiunii lor din Manciuria, cealaltă parte favoriza atac împotriva insulelor din Pacific, împăratul Hirohito susținea cel de-al doilea grup. Marea majoritate a ofițerilor din grupul numit grupul favorabil atacului spre nord erau din Armata Kuantung care staționa în Manciuria, care și-a multiplicat activitatea pentru a provoca un răspuns deschis din partea sovieticilor, o națiune considerată slabă și vulnerabilă pentru a ocupa apoi Siberia cel puțin până la Lacul Baikal.
Sovieticii la rândul lor căutau confruntarea pe de o parte ca să răzbune insultele datorită înfrângerii din Războiul ruso-japonez din 1905 dar și pentru a-și asigura definitiv posesiunile din Siberia.
În 1938, în zona Lacului Hasan în confruntarea dintre trupele sovietice și mongole Armata Roșie a ieșit victorioasă, astfel că ambițiile japoneze pentru cucerirea Siberiei au eșuat temporar.

#### Trădarea lui Liucikov șiBătălia de la Lacul Hasan(iunie-august 1938)

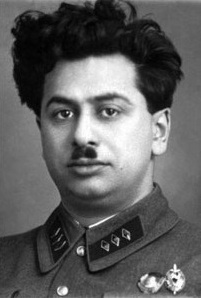
generalul Genrik Liucikov

În 11 iunie 1938 după epurările din 1936-1937, un ofițer anti-stalinist, Genrik Liucikov, a dezertat și a contactat armata japoneză. El le-a predat japonezilor planul dispozitivului defensiv sovietic și a dezvăluit nemulțumirile unei părți a armatei cu privire la Stalin. Având aceste informații valoroase, armata japoneză din Manciuria, considerând Armata Roșie slabă și vulnerabilă după epurările staliniste, a plănuit un atac lângă Lacul Hasan, aproape de Vladivostok.

## Bătălia
Armata japoneză principală din zonă, în Manciuria (zona ocupată de japonezi fiind denumită Manciukuo) era Armata Kuantung, care până în 1939 era formată din unele din cele mai bine pregătite unități japoneze, pe lângă care în vestul Manciukuo la Hailar a fost desfășurată Divizia 23 Infanterie cu câteva unități de grăniceri. În 1939 Cabinetul Japonez a dat dispoziții ca Armata Kuantung să fie întărită, iar granița fortificată. Din cauza distanței mari până Japonia, Armata Kuantung avea o anumită autonomie în acțiune și nu avea nevoie de aprobare din partea guvernului japonez să acționeze agresiv împotriva sovieticilor.
Forțele sovietice erau formate din Corpul Special 57 din Districtul Militar Trans-Baikal care era însărcinat cu paza graniței dintre Siberia și Manciuria.
Forțele mongole erau formate în principal din brigăzi de cavalerie și unități de artilerie ușoară și s-au dovedit a fi agile și eficiente, dar le lipseau unitățile blindate și efectivul lor era insuficient.
Motivul oficial al conflictului
era faptul că japonezii susțineau, că granița dintre Manciuko și Mongolia era râul Halha, care se varsă în Lacul Baikal, în timp ce mongolii și aliații lor, sovieticii, susțineau, că granița este la 16 km la est de râu, la est de satul Nomonhan.
Terenul

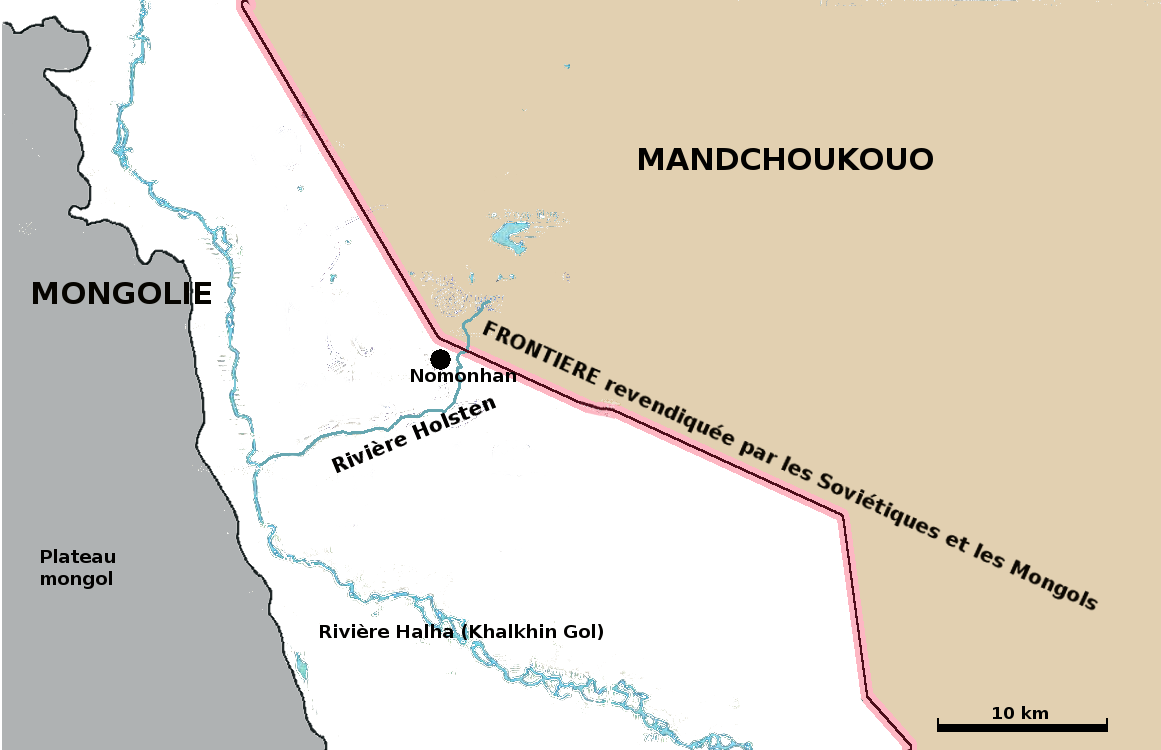
Harta Halhân-Gol

Conflictul armat s-a derulat într-o zonă semideșertică cu dune de nisip și vegetație slabă.
Zona cu o lățime de aproximativ 15 km este folosită de păstorii nomazi pentru pășunat, fiind disputat în mod regulat de diferitele clanuri regionale .
Se pot distinge trei zone care vor structura și orienta confruntarea directă.
Porțiunea situată la vest de râu (pe teritoriul mongol, necontestat ), este marcată de o pantă abruptă, care duce la un deal cu vedere la vale de 150 de metri.Controlul său este, prin urmare, important pentru observarea terenului, dar, de asemenea, pentru plasarea artileriei.
Partea centrală a zonei de conflict este râul în sine (având 50 m lățime) și valea, mlaștina, cu o lățime de aproximativ 3 km. Râul Halha râu (sau Halhân-Gol) curge de la nord la sud, înainte de a coti spre est, la sud de zona contestată.
În cele din urmă, partea de est a viitorului câmp de luptă pornea din vale a satului Nomonhan, mai departe spre est, fiind esența zonei disputate. Aceasta este situată mai jos de platoul mongol și este formată din mici coline. Este despărțită în două părți (nord și sud), de către un afluent al râului Halha, râul Holsten (de 60 de metri lățime), care curge de la est la vest, înainte de a se revărsa în Halha..
Zona din vest (platoul mongol ) și cea din est (zona dintre Halha și Nomonhan) sunt foarte potrivite pentru desfășurarea infanteriei și blindatelor, în timp ce în zona centrală, adică în valea Halha, acest lucru se face mai greu, datorită dificultății de trecere a râului.

#### Incidentul din mai

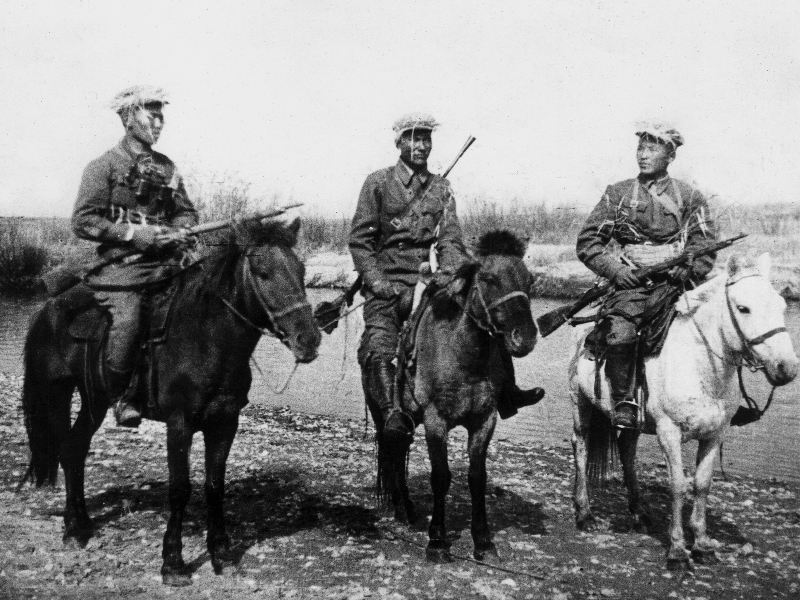
Cavalerie mongolă în Bătălia de la Halhân Gol

Japonezii au decis să atace frontiera mongolo-japoneză în regiunea râului Halha (Halhân Gol pentru ruși), care se varsă în lacul Buir Nor, mai la sud. Granița urma cursul râului, exceptând satul Nomonhan. În acest punct strategic au decis japonezii să atragă forțele sovietice pentru a le anihila.
Această zonă era contestată din timpuri imemoriale de triburile din zonă. Japonezii nu au avut mari dureri de cap să provoace un incident de graniță: în zona contestată o unitate de cavalerie mongolă din tribul Țirit cuprinzând între 70-90 cavaleri în căutare de pășune au fost atacați în 11 mai 1939 de sute de călăreți din tribul Bargut, dirijați de japonezi. Două zile mai târziu călăreții din tribul Bargut au revenit, de data asta însoțiți de 300 de japonezi, conduși de locotenent-colonel Yaozo Azuma, care i-a alungat pe cei din tribul Țirit dincolo de râu cauzându-le pierderi.
Consilierul sovietic local, maiorul Bâkov, prevenit în noaptea din 15 spre 15 mai a cerut întăriri de la divizia 6 mongolă și la 15 mai a vizitat locul incidentului.
În acea zi japonezii au atacat cu avioane satul Nomohan, distrugându-l. În noaptea lui 22 mai Bâkov a inspectat satul distrus, dar observând ambuscada pregătită de japonezi, s-a retras. În 26 mai s-a întors, dar de data aceasta însoțit de 10.000 de oameni, dar și de data aceasta s-a retras.
Ca întărire a sosit și regimentul 149, iar de data aceasta japonezii au suferit înfrângeri teribile. În 28 mai forțele lui Azouma au fost încercuite și au pierdut 63% din efectiv, cu 8 ofițeri și 97 soldați morți și 33 răniți.
Pierderile sovieticilor au fost 138 morți și 198 răniți și 33 mongoli morți.
Incidentul s-a terminat cu înfrângerea locală a japonezilor, pe care Armata Kuantung nu intenționa s-o accepte.
Din mai 1938 la comanda trupelor de pe Frontul din Extremul Orient a fost numitGrigori Ștern.
Lucrurile devenind serioase, ambele părți au început să-și întărească forțele din zonă. În curând japonezii aveau în zonă 30.000 oameni.
Stalin a numit un tânăr și talentat ofițer, Gheorghi Jukov în funcția de comandant de corp de armată să se ocupe de operațiunile de represalii. 
Jukov a sosit în zonă în 5 iunie împreună cu Iakov Smușkevici comandant de corp de armată de aviație. 
Jukov a sosit cu forțe motorizate (grupul I de armată) cu următoarele efective:
- 2.300 oameni (din care 1.257 mongoli) susținuți de
- 24 tunuri
- 39 automobile blindate dotate cu mitralieră
- 8 tancuri T-37 și 5 tancuri T-26
- și aviație.

Ca adjunct al lui Jukov a fost numit comisarul armatei mongole J. Lkhagvasuren.

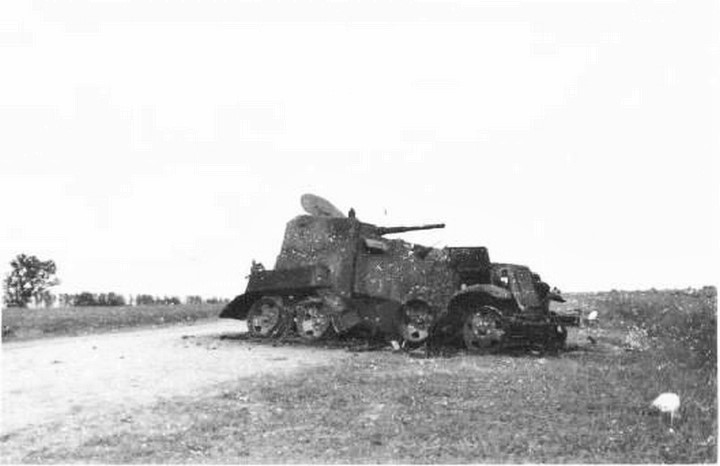
Blindat sovietic BA-10 distrus

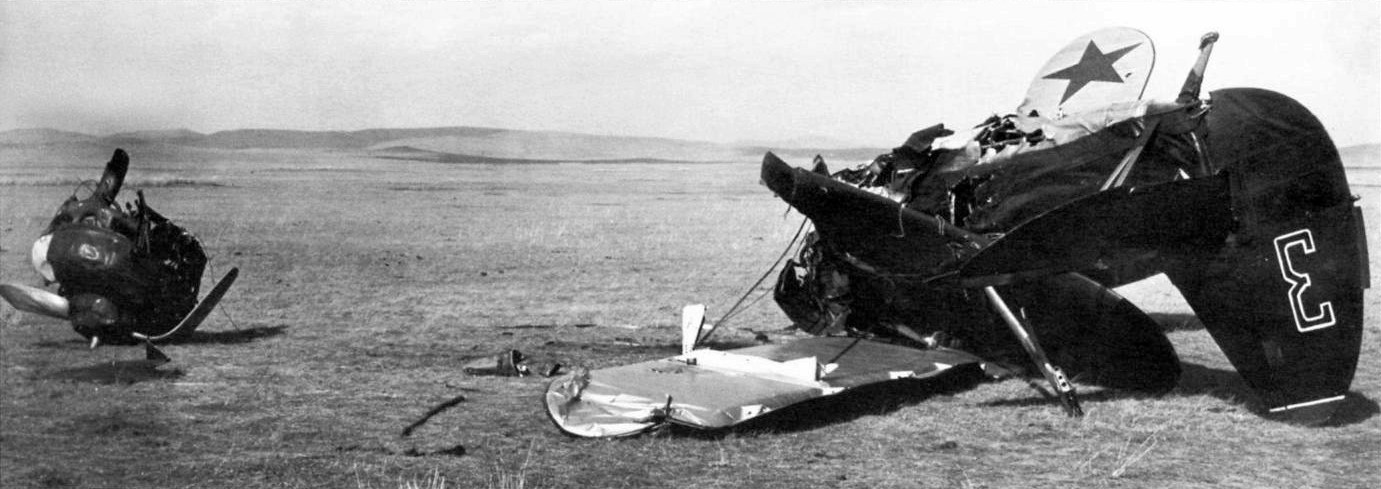
Avion sovietic distrus la Halhân Gol -1939.jpg

În 27 iunie aviația japoneză a lovit baza aeriană sovietică de la Tamsak-Bulak din Mongolia. Lovitura a avut succes, dar a fost executată fără a se cere permisiunea Înaltului Comandament Imperial din Tokio. Pentru a preveni escaladarea conflictului Tokio a ordonat imediat încetarea oricăror atacuri împotriva bazelor aeriene sovietice.
În luna iunie s-au raportat activități sovieto-mongole pe ambele maluri ale râului Nomohan și atacuri de mică amploare asupra unităților izolate din Manciuko. 
Jukov neavând încă forțe suficiente pentru o ofensivă, toată luna iulie s-a ocupat cu pregătirea apărării.
La sfârșitul lunii comandantului Diviziei 23 japoneze , gen. lt. Michitarō Komatsubara i s-a permis „să expulzeze invadatorii” din zona revendicată de Manciukuo.
Atacul era planificat pe 2 iulie, din două direcții, sub formă de clește, astfel încât lupta să se sfârșească înainte de începerea ploilor de toamnă. 
Ca răspuns japonezii au concentrat mai multe forțe în zonă, astfel că la sfârșitul lui iunie în zona conflictului japonezii și rușii aveau concentrate trupe astfel:
| Sovietici     | Japonezi      |
| ------------- | ------------- |
| 38.000 oameni | 12.500 oameni |
| 310 tunuri    | 109 tunuri    |
| 153 tancuri   | 186 tancuri   |
| 225 avioane   | 82 avioane    |

#### Ofensiva japoneză de la începutul lunii iulie
Komatsubara dispunea în de 38.000 de oameni, 300 tunuri de toate tipurile, de unități de blindate și 180 avioane. 

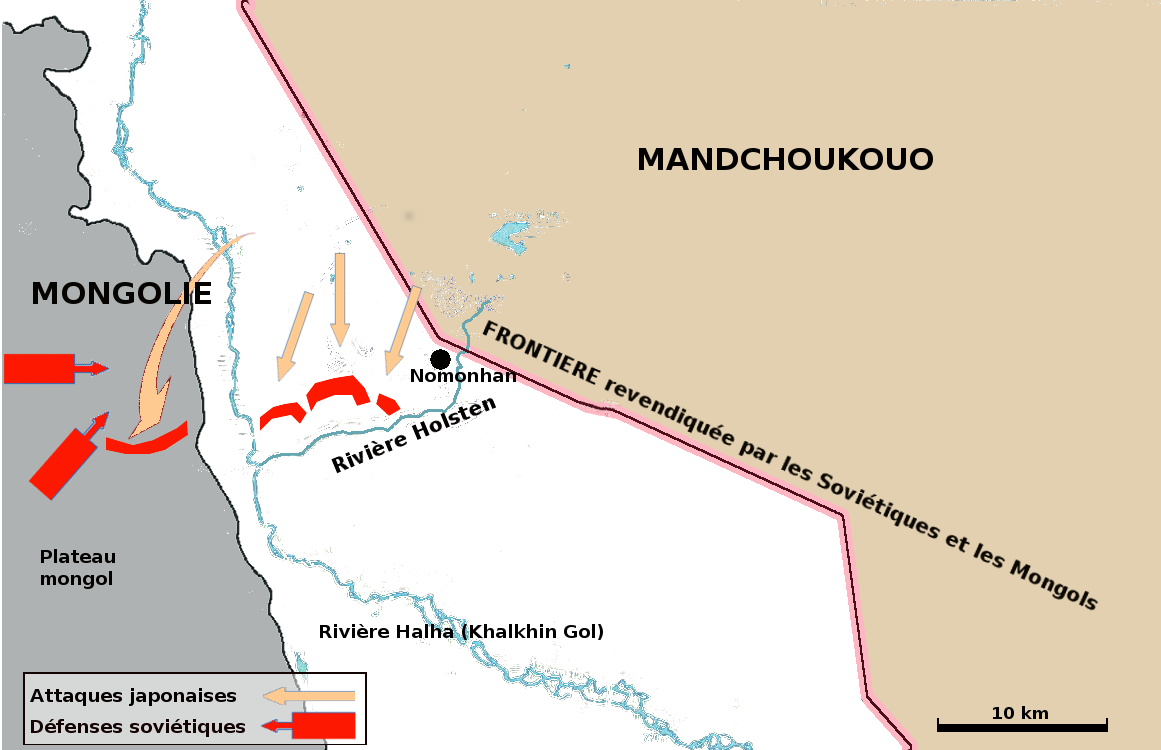
Harta atacului japonez din iulie și a apărării sovietice la începutul lunii iulie 1939 la Halhân Gol.

El a repartizat forțele în două grupuri pentru a efectua un atac ca un clește peste podul Kawamata (de pe râul Halha) pentru a scoate sovieticii și mongolii din zona contestată. Acesta a fost un atac clasic, o forță a efectuat un atac frontal masiv destinat să fixeze sovieticii în partea de est a râului (în jurul colinei 733) ., în timp ce forța de învăluire trebuia să traverseze râul Halha și să atace sovieticii din spate, din est , forțele urmând să se întâlnească la pod.
Forța de învăluire și forța principală sub ordinele directe ale lui Komatsubara trebuia să atace inamicul pe colina 721 apoi să traverseze râul Halha pentru a ataca forțele de pe înălțimile Baintsagan de pe platoul mongol.
Odată ce erau capturate aceste obiective, grupul trebuia să se îndrepte spre sud spre podul Kawamata, să distrugă artileria inamică și baza logistică a adversarului dispus pe malul de vest al râului.
Între timp, mai la sud și spre est, un alt grup, sub comanda locotenent-generalului Yasuoka urma să atace forțele sovieto - mongole de pe malul de est, forțând trecerea spre pod.
Încă în curs de a-și întări forțele, Jukov era în netă inferioritate, doar cu 12.000 de oameni .. Dispunea de artilerie bună, o logistică bună și superioritate în blindate, având 450 de tancuri și autoblindate.
Forța japoneză de încercuire
La început, forța de învăluire condusă de Komatsubara progresa bine . Regimentele de infanterie 71 și 72, plus un batalion din Regimentul de infanterie 64 regimentul de 26 infanterie al colonelului Shinichiro Sumi, împrumutat de la Divizia 7 infanterie, la data de 2 iulie au acaparat colina 721.
Aceste unități traversând râul Halha în noaptea următoare s-au deplasat pe malul de vest la sud, pentru a distruge artileria sovietică și rezervele .
Jukov a fost luat prin surprindere, locul fiind prost apărat. Elemente din Cavaleria Diviziei 6 mongole s-au dispersat . 
După opinia lui Jukov, japonezii au reușit să maseze 10.000 oameni, 100 tunuri și 60 tunuri antitanc dincolo de fluviu, pe care au realizat-o în zona unde era divizia de cavalerie mongolă, care asigura aripa dreaptă a sovieticilor. Acest lucru însemna, că divizia de cavalerie mongolă ori a fugit din calea inamicului, ori a trecut de partea japonezilor. Pătrunderea japonezilor a fost descoperită cu ocazia unui control de rutină a pozițiilor mongole. Trupele au trecut la contraatac și după o luptă sângeroasă de trei zile au reușit să împingă înapoi trupele japoneze.
A doua zi, japonezii au ocupat înălțimea Baintsagan (pe platoul mongol) și s-au deplasat șase kilometri spre pod, amenințând spatele trupelor sovietice desfășurate pe colina 733.
Mongolii nu i-au prevenit pe sovietici de înfrângerea lor locală, și doar în zorii zilei de 03 iulie, sovieticii au descoperit că japonezii au traversat râul Halha .
Japonezii au făcut o punte din bărci pe partea de nord a râului Halha pentru a asigura logistica.
Jukov era încă în curs reorganizare a dispozitivului său, și a stat în defensivă, pentru a permite sosirea de întăririlor. Surprinsă de avansul japonez, infanteria sa a fost în imposibilitatea de a opri infanteria adversarului , mult mai bine pregătiți. Primul răspuns sovietic a fost în concordanță cu așteptările japoneze: insuficient.
Forța japoneză de atac frontal
La 2 iulie japonezii folosindu-și superioritatea lor numerică au atacat, împingând înapoi forțele sovieto-mongole și ocupând un cap de pod pe malul vestic al fluviului Halha (Halhân Gol), de unde aveau posibilitatea să lanseze atacuri asupra trupelor sovietice aflate dincolo de lacul Baikal.

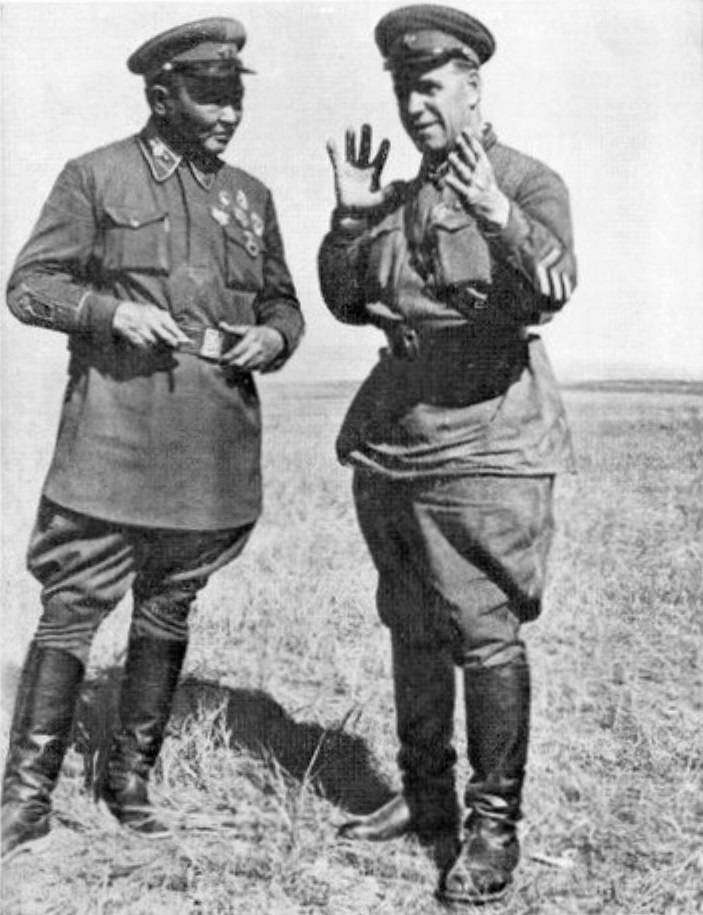
Gheorghi Jukov și Horloogiin Cioibalsan, liderul armatei Republicii Populare Mongole, la Halhân Gol

După acest insucces japonezii nu au mai încercat ofensive, limitându-se doar la activități de recunoaștere, întărindu-și în continuare trupele în zonă.
Obiectivul lor acum era un atac puternic, concentrat.

## Consecințe
Bilanțul Japoniei
Bilanțul Uniunii Sovietice